# Peter Hobday
Peter Hobday (* 9. April 1961 in London) ist ein ehemaliger englischer Fußballspieler.

## Sportlicher Werdegang
Hobday begann seine Karriere beim englischen Drittligisten FC Gillingham, bevor er 1980 in die drittklassige deutsche Amateur-Oberliga zu TuS Schloß Neuhaus, einem Vorgängerverein des heutigen SC Paderborn 07, wechselte. Dort gelang dem Vorstopper und defensiven Mittelfeldspieler zwei Jahre später als Westfalenmeister der Aufstieg in die 2. Bundesliga. Nachdem Hobday mit seinem Verein als Tabellenletzter direkt wieder abgestiegen war, schloss er sich den weiterhin zweitklassigen Stuttgarter Kickers an.
Auch in Stuttgart blieb Hobday drei Jahre, ehe er zum Erstligaabsteiger Hannover 96 wechselte. Hobday gelang mit seinem neuen Verein der direkte Wiederaufstieg und Hannover schloss seine erste Saison in der Bundesliga auf einem Mittelfeldplatz ab. Daraufhin wechselte er 1988 zu Eintracht Frankfurt, die gerade den DFB-Pokal gewonnen hatte.
Hobday debütierte für die Eintracht im Supercup-Spiel gegen den amtierenden Meister Werder Bremen und kam später im Europapokal der Pokalsieger in vier Spielen zum Einsatz. Die Meisterschaftsrunde verlief hingegen enttäuschend und Hobday konnte mit seinem Klub die Klasse nur halten, weil in zwei Relegationsspielen gegen den Tabellendritten der 2. Liga 1. FC Saarbrücken knapp gewonnen wurde.
Die anschließende Saison endete für Hobday nach nur zwei Einsätzen vorzeitig. Bei einem Autounfall am 14. Februar 1989 zog er sich einen dreifachen Schädelbruch und eine Gehirnquetschung zu, so dass er lange für seinen Verein ausfiel und seine Karriere in der Bundesliga nach einem Comeback-Versuch gegen den SV Waldhof Mannheim vorerst beenden musste.
Erst zur Saison 1993/94 schloss er sich wieder seinem ersten deutschen Verein, der nun TuS Paderborn Neuhaus hieß, an. Trotz des Gewinns der Oberligameisterschaft verpasste Hobday mit seinem Klub in den Play-offs den Aufstieg. Er schloss sich daraufhin der ebenfalls drittklassigen Arminia aus Bielefeld an, mit der er nach zwei Aufstiegserfolgen in Serie in die Bundesliga zurückkehrte. Nach einigen Einsätzen in der ersten Halbserie der Spielzeit 1996/97 wurde Hobday in die zweite Liga zu Rot-Weiss Essen transferiert, wo er jedoch nur sporadisch in den restlichen Partien der Saison eingesetzt wurde. Hobdays Profikarriere war damit nach 275 Spielen in der 1. und 2. Bundesliga (davon 61 Erstligaeinsätze) sowie 35 Toren beendet.
Seine letzte Station als Fußballer war dann im Amateurbereich der einjährige Aufenthalt für den LR Ahlen in der Regionalliga West/Südwest, bevor Hobday seine Karriere beendete, um künftig als Trainer zu arbeiten. Nachdem er den Trainerberuf bereits in England erlernt hatte, erwarb er 1999 die A-Lizenz des DFB, um Profivereine betreuen zu können. Zurzeit führt Peter Hobday eine Fußballschule und ein Sportgeschäft in Paderborn.

## Privates
Peter Hobday hat die deutsche und die britische Nationalität. Er ist Vater zweier Töchter.